# 1972 en Belgique
Chronologie de la Belgique
- 1968
- 1969
- 1970
- 1971
- 1972
- 1973
- 1974
- 1975
- 1976

Cette page recense des événements qui se sont produits durant l'année 1972 en Belgique.

## Chronologie
- 20 janvier : installation du gouvernement Gaston Eyskens V, gouvernement de centre gauche.
- 22 janvier : signature du traité de Bruxelles (premier élargissement de la Communauté économique européenne)[1].
- 23 juillet : Eddy Merckx remporte pour la quatrième fois consécutive le Tour de France.

## Culture

### Architecture

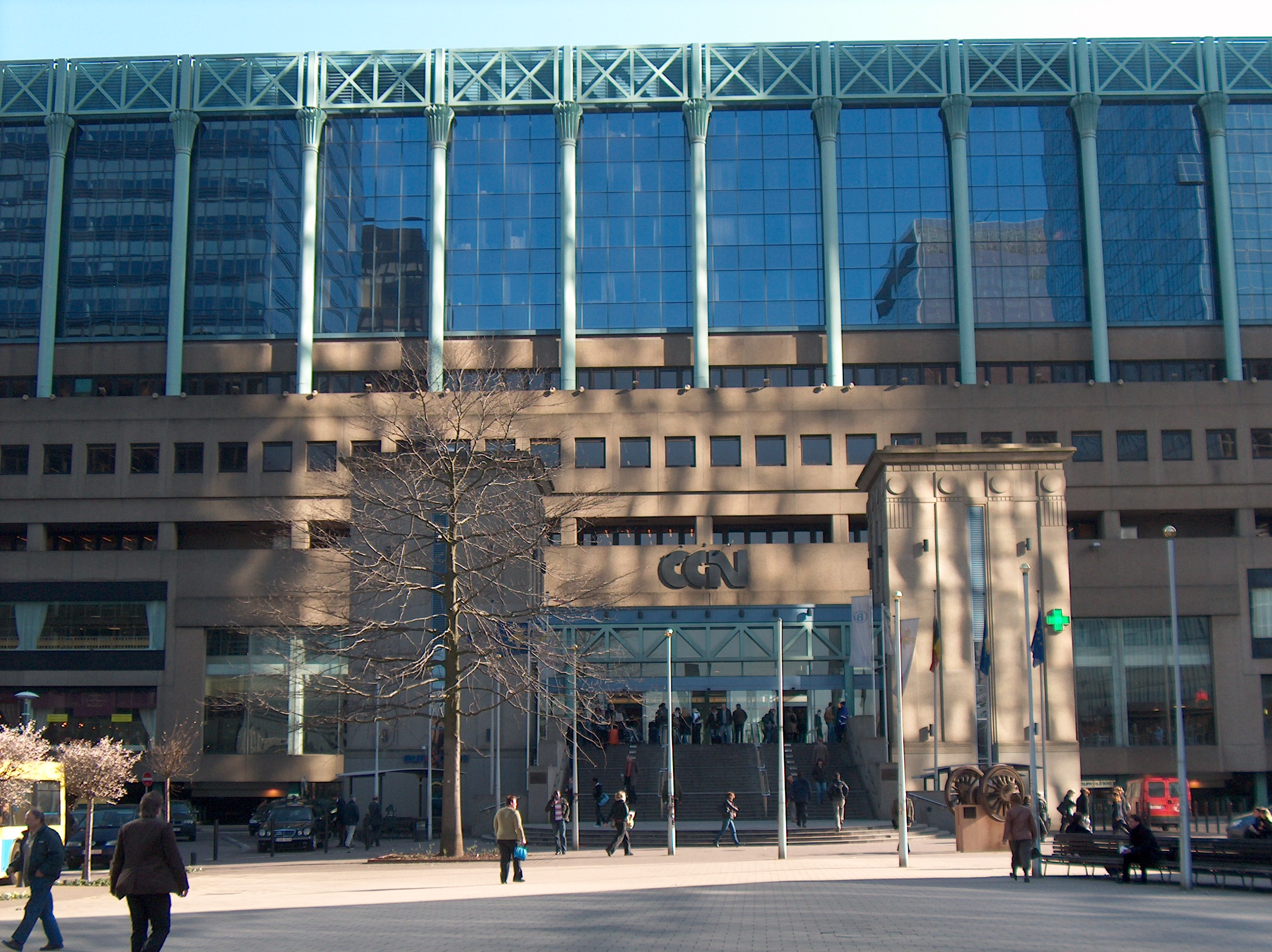
Centre de Communication Nord à Schaerbeek

### Bande dessinée
- L'Abbaye truquée.

### Littérature
- Prix Victor-Rossel : Irène Stecyk, Une petite femme aux yeux bleus.

## Sciences
- Prix Francqui : Jean-Édouard Desmedt (sciences médicales, ULB).

## Naissances
- 1er janvier : Tom Barman, musicien
- 24 janvier : Ulla Werbrouck, judoka
- 1er février : Johan Walem, joueur de football
- 15 mars : Filip Dewulf, joueur de tennis
- 23 mars : Erwin Vervecken, coureur cycliste
- 22 avril : Sabine Appelmans, joueuse de tennis
- 8 août : Axel Merckx, coureur cycliste
- 18 septembre : Brigitte Becue, nageuse
- 23 septembre : Sam Bettens, chanteur
- 23 décembre : Sandy Martens, joueur de football

## Décès
- 3 janvier : Frans Masereel, graveur
- 5 janvier : Gérard Devos, joueur de football
- 12 janvier : André Fierens, joueur de football
- 20 janvier : Franz Hellens, écrivain d'expression française
- 21 janvier : Nicolas Florine, ingénieur en aéronautique
- 17 février : François De Vries, joueur de football
- 23 mars : Jean Washer, joueur de tennis
- 30 mars : Raymond Decorte, coureur cycliste
- 17 avril : Jan Engels, coureur cycliste
- 22 mai : Louis Salvérius, auteur de bande dessinée
- 5 juin : Louis Mottiat, coureur cycliste
- 21 juillet : Jan Diddens, joueur de football
- 31 juillet : Paul-Henri Spaak, homme politique, Premier ministre et secrétaire général de l'OTAN
- 9 août : Hector Martin, coureur cycliste
- 1er novembre : Georges Bohy, homme politique, militant wallon
- 20 décembre : Karel Kaers, coureur cycliste
- 29 décembre : Fernand Pieltain, homme politique, militant wallon

## Statistiques
- Population totale au 1er janvier 1972 : 9 695 379 habitants[2].